# Жешинек
Жешинек (пол. Rzeszynek) — село в Польщі, у гміні Єзьора-Великі Моґіленського повіту Куявсько-Поморського воєводства.
Населення — 150 осіб (2011).
У 1975-1998 роках село належало до Бидгощського воєводства.

## Демографія
Демографічна структура станом на 31 березня 2011 року:
|          | Загалом | Допрацездатний вік | Працездатний вік | Постпрацездатний вік |
| -------- | ------- | ------------------ | ---------------- | -------------------- |
| Чоловіки | 76      | 7                  | 62               | 7                    |
| Жінки    | 74      | 11                 | 42               | 21                   |
| Разом    | 150     | 18                 | 104              | 28                   |